# بی‌صدا حلزون
بی‌صدا حلزون فیلمی ایرانی به کارگردانی بهرنگ دزفولی‌زاده، نویسندگی محمدرضا رهگذر و تهیه‌کنندگی مرتضی شایسته محصول سال ۱۳۹۸ است. بازیگران این فیلم هانیه توسلی، مهران احمدی، محسن کیایی، پدرام شریفی، بهنوش بختیاری و علیرضا جلالی‌تبار هستند.
این فیلم در سال ۱۳۹۸ در بخش نگاه نو سی و هشتمین دوره جشنواره فیلم فجر حضور داشت.

## خلاصه داستان
داستان فیلم درباره مادر کم شنوایی است که می‌خواهد تنها فرزندش شنوا شود. پدر که کاملا ناشنوا است مخالف عمل کاشت حلزون اوست و می‌خواهد فرزندش مانند خودش ناشنوا باقی بماند.

## بازیگران
| بازیگر           | نقش   |
| ---------------- | ----- |
| هانیه توسلی      | الهام |
| مهران احمدی      | امیر  |
| محسن کیایی       | سعید  |
| پدرام شریفی      | ساعد  |
| بهنوش بختیاری    |       |
| علیرضا جلالی‌تبار |       |